# 奧托一世 (梅拉尼亞)
奧托一世（德語：Otto VII. von Andechs，約1180年－1234年5月7日），梅拉尼亞公爵，因與貝亞特麗絲二世的婚姻成為勃艮第伯爵（稱奧東二世，Othon II de Bourgogne）。

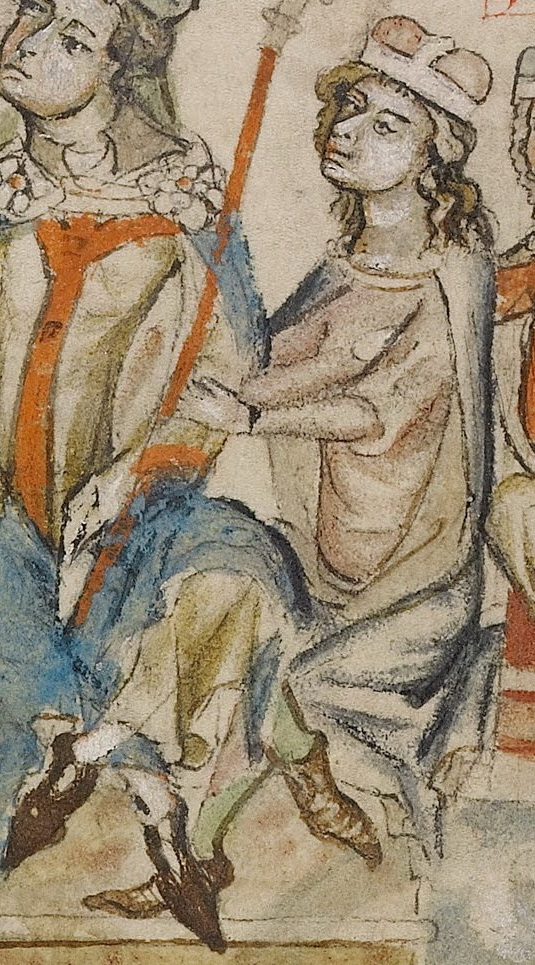

## 家庭
奧托一世與貝亞特麗絲二世於1208年結婚，兩人共有1子3女：
1. 貝亞特麗絲（英语：Beatrix of Andechs-Merania）（1210年—1271年）
2. 阿格尼絲（英语：Agnes of Merania (1215–1263)）（1215年—1263年）
3. 奧東三世（1218年—1248年）
4. 阿德萊德（？年—1279年）